# Le Désir de peindre

Le Désir de peindre est un poème en prose de Charles Baudelaire, le trente-sixième du recueil Le Spleen de Paris (1869).

## Texte
« Malheureux peut-être l'homme, mais heureux l'artiste que le désir déchire !
Je brûle de peindre celle qui m’est apparue si rarement et qui a fui si vite, comme une belle chose regrettable derrière le voyageur emporté dans la nuit. Comme il y a longtemps déjà qu'elle a disparu !
Elle est belle, et plus que belle ; elle est surprenante. En elle le noir abonde : et tout ce qu'elle inspire est nocturne et profond. Ses yeux sont deux antres où scintille vaguement le mystère, et son regard illumine comme l'éclair : c’est une explosion dans les ténèbres.
Je la comparerais à un soleil noir, si l’on pouvait concevoir un astre noir versant la lumière et le bonheur. Mais elle fait plus volontiers penser à la lune, qui sans doute l'a marquée de sa redoutable influence ; non pas la lune blanche des idylles, qui ressemble à une froide mariée, mais la lune sinistre et enivrante, suspendue au fond d’une nuit orageuse et bousculée par les nuées qui courent ; non pas la lune paisible et discrète visitant le sommeil des hommes purs, mais la lune arrachée du ciel, vaincue et révoltée, que les Sorcières thessaliennes contraignent durement à danser sur l'herbe terrifiée !
Dans son petit front habitent la volonté tenace et l'amour de la proie. Cependant, au bas de ce visage inquiétant, où des narines mobiles aspirent l’inconnu et l'impossible, éclate, avec une grâce inexprimable, le rire d'une grande bouche, rouge et blanche, et délicieuse, qui fait rêver au miracle d'une superbe fleur éclose dans un terrain volcanique.
Il y a des femmes qui inspirent l’envie de les vaincre et de jouir d'elles ; mais celle-ci donne le désir de mourir lentement sous son regard. »

## Analyse
Avant d'être repris dans Le Spleen de Paris, le poème en prose Le Désir de peindre est publié une première fois dans l'hebdomadaire culturel Le Boulevard du 14 juin 1863. Dans le recueil Le Spleen de Paris, Le Désir de peindre est le premier d'une série de quatre textes consacrés à des femmes. Il est suivi par Bienfaits de la Lune, les deux poèmes formant en quelque sorte un ensemble lié à la lune.  
Baudelaire consacre ce poème à une femme disparue qu'il regrette. La mélancolie de ce texte est donc causée par une perte. Ce poème est lié à une expérience onirique. 
Le début et la fin du poème construisent le cadre d'un univers poétique dans lequel figurent deux personnages, l'artiste et la femme qu'il dépeint. Le lecteur a l'impression que le poète se prépare à écrire le texte qu'il va lire. Le cadre ainsi délimité n'est pas uniquement syntaxique et sémantique, avec la répétition des mots « mais » et « désir » au début et à la fin ; le texte est également organisé avec une répétition des terminaisons en « ir » et des mots commençant par « d ». Ces répétitions sont assimilables à des éclats de couleur qui donnent de l'intensité au texte.

### Le désir de peindre
Le thème du désir de peindre fait écho à une phrase que Baudelaire a déjà utilisée dans sa traduction d'un conte d'Edgar Allan Poe, intitulé Le Portrait ovale et publié dans le recueil des Nouvelles histoires extraordinaires : « Ce fut une terrible chose pour cette dame que d’entendre le peintre parler du désir de peindre même sa jeune épouse ». 
Ce désir de peindre est une déchirure : « Malheureux peut-être l’homme, mais heureux l’artiste que le désir déchire ! ». En effet, pour  Baudelaire, l'art n'apporte pas de paix à l'artiste. La poésie semble persécuter le poète. Ce motif du déchirement se retrouve chez les artistes romantiques, en particulier Heinrich Heine.

### La femme entrevue
La figure de la femme entrevue se rapproche de celle de la passante, qui symbolise la beauté, comme dans le poème des Fleurs du mal intitulé À une Passante,,,. Toutefois, Baudelaire n'insiste pas tant sur sa beauté que sur la surprise qu'elle provoque. Il la dépeint en évoquant les traits de son visage, mais sans les rendre reconnaissables. En effet, malgré l'évocation de certaines parties du visage (regard, front, bouche), le texte ne propose pas une description formelle mais une série de comparaisons.
L'évocation du « miracle d’une superbe fleur éclose dans un terrain volcanique » est une image inédite, qui, par son impossibilité, oppose l'univers poétique et le monde réel. Ce miracle peut se référer au projet de Baudelaire, exposé dans la lettre à Arsène Houssaye qui constitue la préface du recueil Le Spleen de Paris, dans lequel est publié  Le Désir de peindre, de réussir « le miracle d'une prose poétique, musicale sans rythme et sans rimes ».
La femme décrite dans Le Désir de peindre éclate d'un rire jovial, ce qui est rare dans l'œuvre de Baudelaire. Il ne décrit pas d'événement comique qui expliquerait ce rire, qui apparaît donc comme exprimant l'essence de cette femme.
La conclusion de ce poème en prose relève à la fois de l'hyperbate et de la syllepse de genre. Elle décrit les fantasmes de l'auteur. Le vocabulaire utilisé tient pour partie du registre de la lutte et de la conquête du corps féminin : « Il y a des femmes qui inspirent l’envie de les vaincre et de jouir d’elles », qu'on retrouve dans d'autres textes de Baudelaire. Cette femme inspirante apparaît comme une image, impérieuse, d'un désir de maîtrise. ainsi que comme une prédatrice. Elle peut être comprise comme une allégorie de la poésie. 
Et, finalement, le poète voulant peindre semble dépassé par son sujet, qu'il échoue à retenir et du désir de peindre on passe à un désir de mort,. Cette conclusion peut être rapprochée de l'image de « l'amoureux pantelant », qui dans le poème Hymne à la beauté, publié dans Les Fleurs du mal, succombe d'aimer.

### La lumière et la nuit
On retrouve dans ce poème un des thèmes liés à la nuit qui traversent l'œuvre de Baudelaire, celui de la clarté au milieu de la nuit, de la lumière noire,.
Le Désir de peindre évoque le contre-jour, qui sépare deux espaces, la lumière entourant l'obscurité, dans la comparaison avec un « soleil noir ». Ce « soleil noir » est une évocation de la mélancolie. Cette image du « soleil noir » se trouve auparavant dans un poème de Théophile Gautier de 1834, intitulé Melancholia : « Réfléchit les rayons d’un grand soleil noir ». On lui attribue habituellement l'invention de cette expression. On la retrouve dans un texte de Gérard de Nerval, publié pour la première fois dans la Revue des Deux Mondes en 1846, qui évoque le « soleil noir de la mélancolie », dans la traduction par Gérard de Nerval d'un poème de Heinrich Heine, Un Naufragé (Der Schiffbrüchige) : « dans son doux et pâle visage, grand et puissant, rayonne son œil, semblable à un soleil noir »,, et dans un vers de Victor Hugo : « Un affreux soleil noir d’où rayonne la nuit » (Ce que dit la bouche d’ombre, 1854, publié dans Les Contemplations).
Le Désir de peindre décrit ainsi un oxymore,,, qui peut correspondre à la maîtresse de couleur de Baudelaire, Jeanne Duval,. Cet oxymore de l'ombre qui rayonne est  prolongé par l'association de l'obscurité au mystère. Ce thème de l’« explosion dans les ténèbres » se retrouve également dans un vers du poème À une Passante : « Un éclair... puis la nuit ! — Fugitive beauté ». Selon Antoine Compagnon, « Dans l’œuvre de Baudelaire, l’éloge de l’ombre, le culte de l’obscurité  est  une  forme  de  résistance  à  la  lumière  moderne ». Baudelaire utilise assez fréquemment le mot « explosion  », comme dans Un plaisant ou Une Mort héroïque.
Ce poème en prose tient aussi du contre-nuit, c'est-à-dire la lumière surgissant dans l'obscurité, décrivant les yeux « comme deux antres où scintillent vaguement le mystère, […] explosion dans les ténèbres » et la « lune sinistre et enivrante, suspendue au fond d’une nuit orageuse ». 
D'autre part, la possibilité du « soleil noir » est niée dès son évocation, au profit d'une comparaison lunaire. La « lune arrachée du ciel, vaincue et révoltée, que les Sorcières thessaliennes contraignent durement à danser sur l’herbe terrifiée » se réfère à un épisode raconté par le poète romain Lucain dans Pharsale, et qui est une métaphore d'une éclipse lunaire. Dans ce poème, le noir n'est pas une couleur figée, mais plutôt une teinte dynamique, celle de la nuit.

## Importance
Selon Peter Fröhlicher, « Le Désir de peindre se présente comme un texte fondamental pour l'analyse de l'esthétique baudelairienne ». Comme le poème ne décrit pas vraiment son objet en images picturales, il montre surtout la différence entre les deux arts, mettant « en valeur la spécificité d'une esthétique proprement verbale et littéraire ». 
Le poète et écrivain Luc Decaunes, éditeur de Baudelaire, qualifie Le Désir de peindre de « parfait chef-d'œuvre ».